# 시 다이아몬드

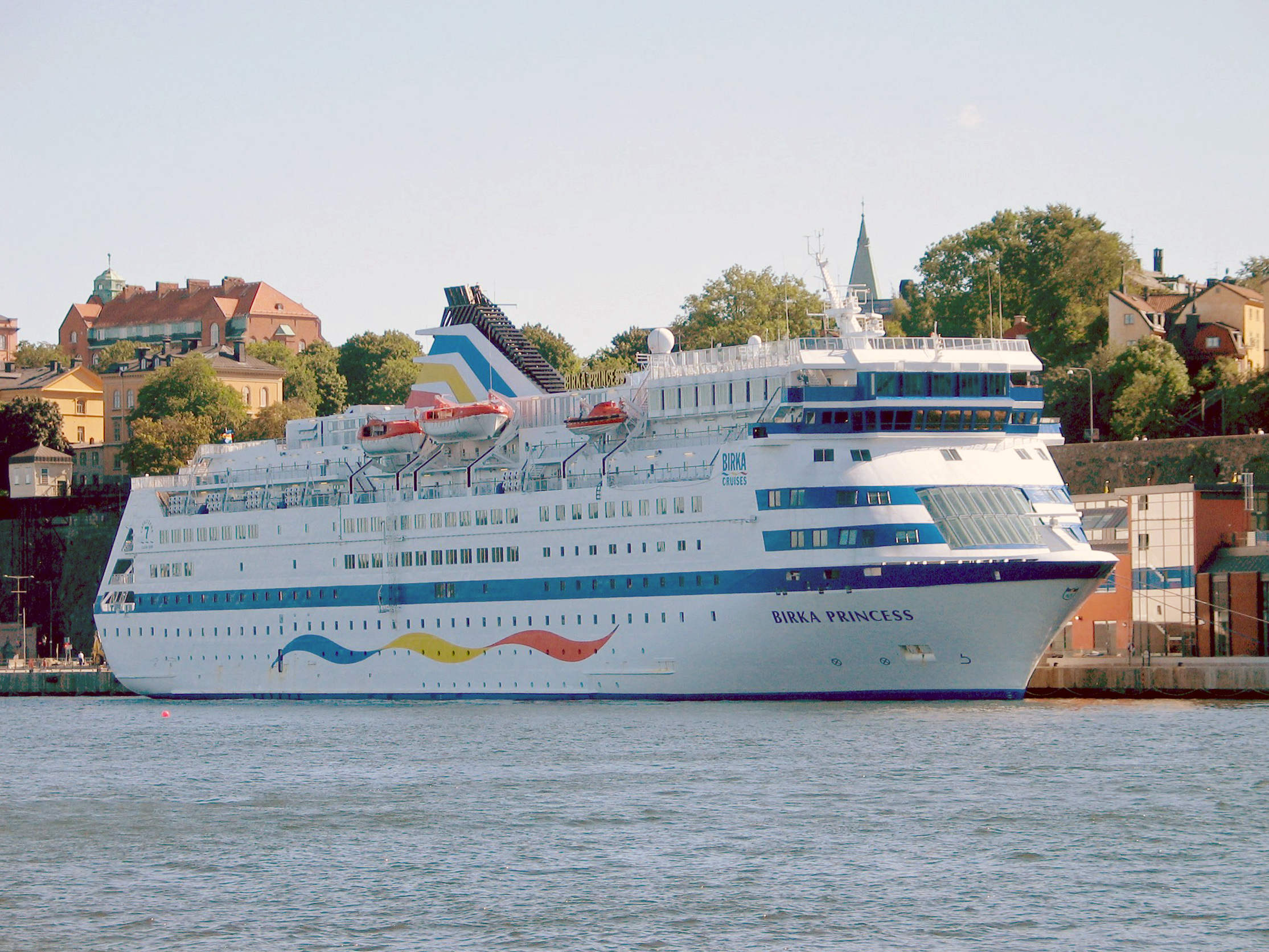
이 배가 스웨덴에 있는 사진

시 다이아몬드(M/S Sea Diamond)는 크루즈선의 하나이다. 2007년 4월 6일 그리스에서 침몰했다.

## 배
1537명이 탈 수 있다. 이 배에는 수영장, 바, 식당 등 많은 시설이 있다. 이 배는 크루즈 배다.

## 침몰
2007년 4월 6일에 그리스에서 침몰했다. 1,195명이 배에서 구조되었다. 4명이 실종 되었는데, 실종된 사람은 프랑스 사람이었다.